# Międzynarodowy Związek Telekomunikacyjny

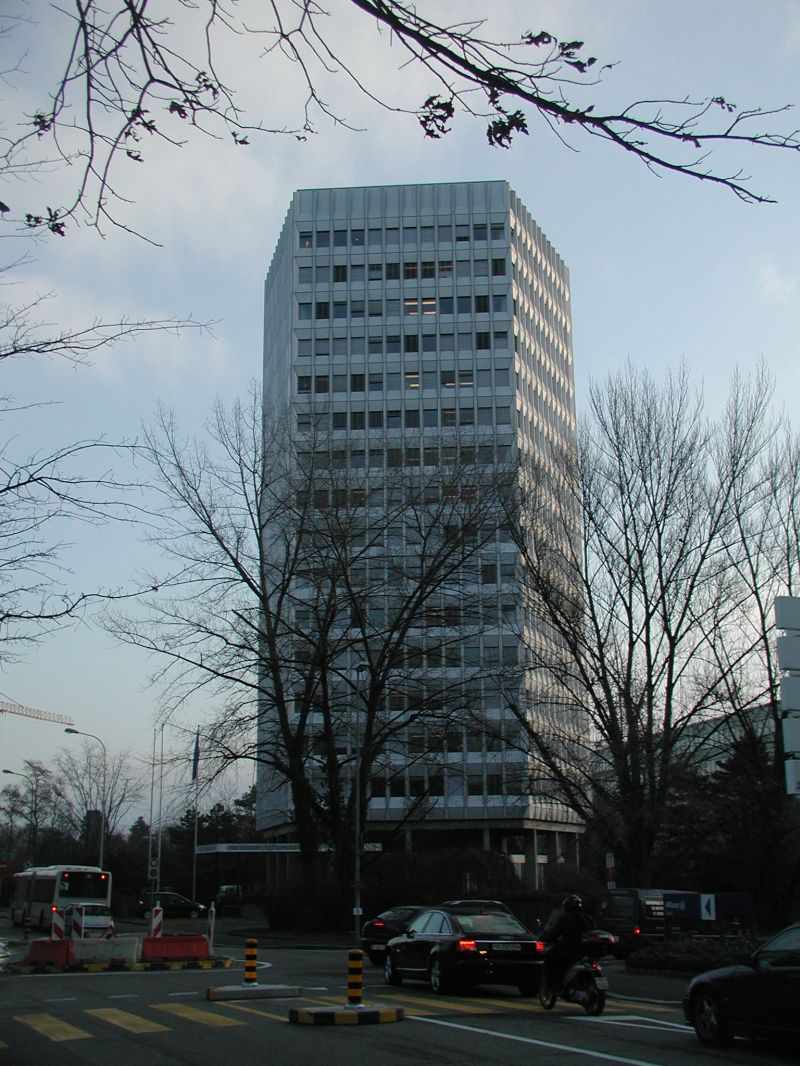
Biurowiec ITU w Genewie

Międzynarodowy Związek Telekomunikacyjny (ang. International Telecommunication Union, skrót ITU) – najstarsza na świecie globalna organizacja międzynarodowa, jedna z organizacji wyspecjalizowanych ONZ, ustanowiona w celu standaryzowania oraz regulowania rynku telekomunikacyjnego i radiokomunikacyjnego. Została ona założona jako International Telegraph Union (Międzynarodowy Związek Telegraficzny) 17 maja 1865 roku w Paryżu.

## Historia
Aby uruchomić międzynarodową komunikację telegraficzną zawierano początkowo dwustronne umowy międzynarodowe. Podczas powstawania umów regionalnych powstały: Zachodnio-Europejski Związek Telegraficzny, któremu przewodniczyła Francja i Niemiecko-Austriacki Związek Telegraficzny. W 1865 roku z inicjatywy Francji ich członkowie spotkali się w Paryżu i 17 maja uchwalili powołanie z dniem 1 stycznia 1866 roku Międzynarodowego Związku Telegraficznego. W jego skład weszły: Austria, Baden, Bawaria, Belgia, Dania, Francja, Grecja, Hannower, Hiszpania, Holandia, Norwegia, Portugalia, Prusy, Rosja, Saksonia, Szwajcaria, Szwecja, Turcja, Włochy i Wurttemburg.
Przed pierwszą wojną światową do MZT należało 51 państw (także pozaeuropejskich). Członkowie spotykali się na organizowanych co kilka lat kongresach (w Wiedniu (1868), w Rzymie (1872), w Petersburgu (1875), w Londynie (1879 i 1903), w Berlinie (1885), w Paryżu (1890), Budapeszcie (1896), Lizbonie (1908)) podczas których uchwalano zalecenia dotyczące zagadnień technicznych, eksploatacyjnych i taryfy międzynarodowego ruchu telegraficznego. 

## Członkostwo w organizacji

### Państwa członkowskie
Do Międzynarodowego Związku Telekomunikacyjnego należą obecnie 194 państwa, w tym Watykan oraz wszyscy członkowie ONZ. Polska została członkiem Międzynarodowego Związku Telekomunikacyjnego w 1921 r.
Tryb przystąpienia do Związku zależy od tego, czy państwo kandydujące jest członkiem ONZ. Państwa członkowskie ONZ mogą stać się członkami Związku poprzez przystąpienie do Konstytucji i Konwencji Związku oraz złożenie dokumentu akcesyjnego u Sekretarza Generalnego Organizacji będącego depozytariuszem. Inne państwa mogą przystąpić do Związku po uzyskaniu akceptacji przez dwie trzecie dotychczasowych członków, i dopiero wtedy przystąpić do Konstytucji i Konwencji oraz złożyć stosowny dokument u Sekretarza Generalnego.

### Członkowie sektorowi
Członkami sektorowymi (ang. Sector Members) Międzynarodowego Związku Telekomunikacyjnego są przedsiębiorstwa funkcjonujące na rynku telekomunikacyjnym i radiokomunikacyjnym oraz przedstawiciele środowiska naukowego.

## Organy Związku
Najwyższym organem politycznym Związku jest Konferencja Pełnomocników, składająca się z delegacji reprezentujących państwa członkowskie organizacji. Konferencja zbiera się co cztery lata i określa głównie kierunki polityki Związku, wybiera członków Rady, ustala plany finansowe organizacji.
Rada została utworzona w 1947 roku podczas konferencji plenarnej w Atlantic City, początkowo pod nazwą Rada Administracyjna (ang. Administrative Council). Działa w granicach uprawnień udzielonych przez Konferencję Pełnomocników. Zadaniem Rady jest nadzór aktualnej polityki, strategii oraz aktywności Związku w okresach pomiędzy Konferencjami Pełnomocników. Rada powoływana jest każdorazowo na 4 lata, a członkami Rady mogą być jedynie państwa członkowskie organizacji.
Sekretarz Generalny, prawny przedstawiciel organizacji, jest wybierany na czteroletnią kadencję, kieruje Sekretariatem Generalnym, który jest biurem administrującym zasobami i działalnością Związku. Sekretarz Generalny. Od 1 stycznia 2023 roku funkcję tę pełni Doreen Bogdan Martin.

## Sektory
W ramach ITU działają trzy sektory. Każdy z nich jest odpowiedzialny za wybrany obszar związany z celami określonymi w Konstytucji Związku.
- ITU-T – Sektor Normalizacji Telekomunikacji
- ITU-R – Sektor Radiokomunikacji
- ITU-D – Sektor Rozwoju Telekomunikacji